# Tobias Børkeeiet
Tobias Børkeeiet, né le 18 avril 1999 à Oslo en Norvège, est un footballeur norvégien qui évolue au poste de milieu défensif au Rapid Vienne.

## Biographie

### Stabæk
Tobias Børkeeiet est formé au Stabæk Fotball, qu'il rejoint à l'âge de 5 ans. Il participe à son premier match en Eliteserien le 11 mars 2018, lors d'un match nul face au Strømsgodset IF.

### Brøndby IF
Le 5 juillet 2019 Tobias Børkeeiet s'engage pour cinq ans au Brøndby IF, soit jusqu'en juin 2024. 
Il joue son premier match pour son nouveau club dès le 11 juillet suivant face à l'Inter Turku, en Ligue Europa pour son premier match de Coupe d'Europe. Ce jour-là Brøndby s'impose sur le score de quatre buts à un. Recruté pour combler le départ de Christian Nørgaard, Børkeeiet sur qui Brøndby fonde de grands espoirs peine à s'imposer lors de sa première saison, notamment à cause d'une blessure à la hanche qui nécessite une opération et le tient éloigné des terrains pendant plus d'un an. Il s'entraîne à nouveau avec l'équipe première lors de l'été 2020. Il fait son retour à la compétition le 20 septembre 2020, lors d'une rencontre de championnat face au FC Copenhague. Il entre en jeu à la place d'Andreas Bruus et son équipe s'impose par deux buts à un ce jour-là.

### Rosenborg BK
Le 25 janvier 2022, Tobias Børkeeiet fait son retour en Norvège en s'engageant en faveur du Rosenborg BK. Il signe un contrat courant jusqu'en décembre 2025.
Børkeeiet se distingue dès la première journée de la saison 2022 en marquant deux buts face au FK Bodø/Glimt, le tenant du titre. Les deux équipes se neutralisent ce jour-là (2-2 score final).

### Rapid Vienne
Le 30 août 2024, Tobias Børkeeiet est transféré au Rapid Vienne en première division autrichienne, où il signe un contrat de deux saisons.
Il joue son premier match sous ses nouvelles couleurs le 1 septembre 2024 face au Red Bull Salzbourg, en championnat. Il entre en jeu lors de ce match remporté par son équipe (3-2 score final).

### En sélection
Avec les moins de 19 ans, il participe à la phase finale du championnat d'Europe des moins de 19 ans 2018 qui se déroule en Finlande. Lors de cette compétition, il joue trois matchs comme titulaire. 
Tobias Børkeeiet dispute ensuite avec l'équipe de Norvège des moins de 20 ans la Coupe du monde des moins de 20 ans 2019 organisée en Pologne. Lors du mondial junior, il joue trois matchs en tant que titulaire. Il s'illustre en délivrant deux passes décisives, contre l'Uruguay (défaite 3-1) et le Honduras (large victoire 12-0).
Il reçoit sa première sélection avec les espoirs norvégiens le 11 septembre 2018, contre l'Azerbaïdjan, lors des éliminatoires de l'Euro espoirs 2019 (victoire 1-3).

## Palmarès

### En club
Brøndby IF
- Champion du Danemark
  - 2021